# NGC 5068
NGC 5068 (другие обозначения — ESO 576-29, MCG -3-34-46, UGCA 345, PGC 46400) — спиральная галактика с перемычкой (SBc) в созвездии Дева.
Этот объект входит в число перечисленных в оригинальной редакции «Нового общего каталога».